# Rudolfshagen

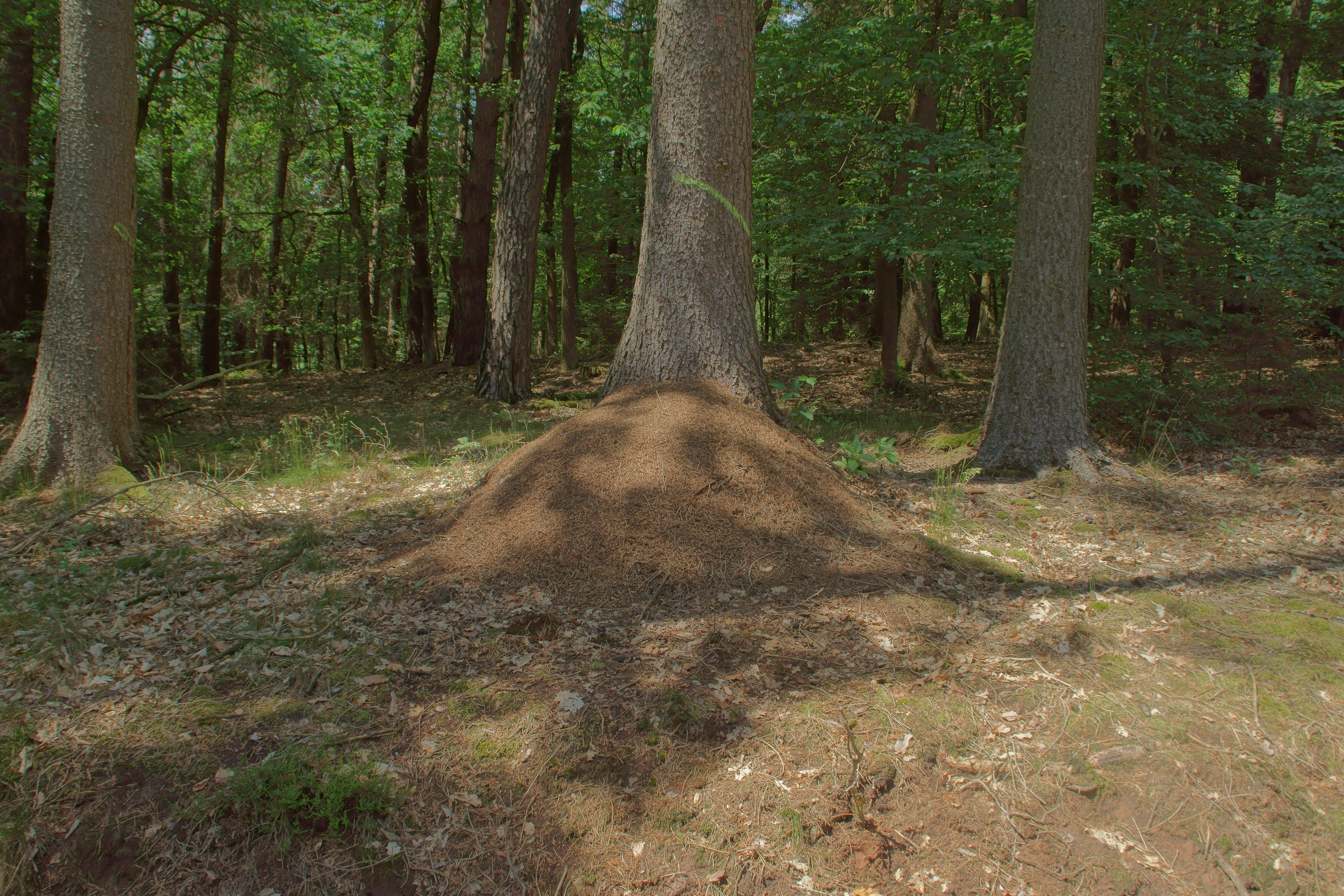
Kolonie der Kleinen Roten Waldameise im NSG

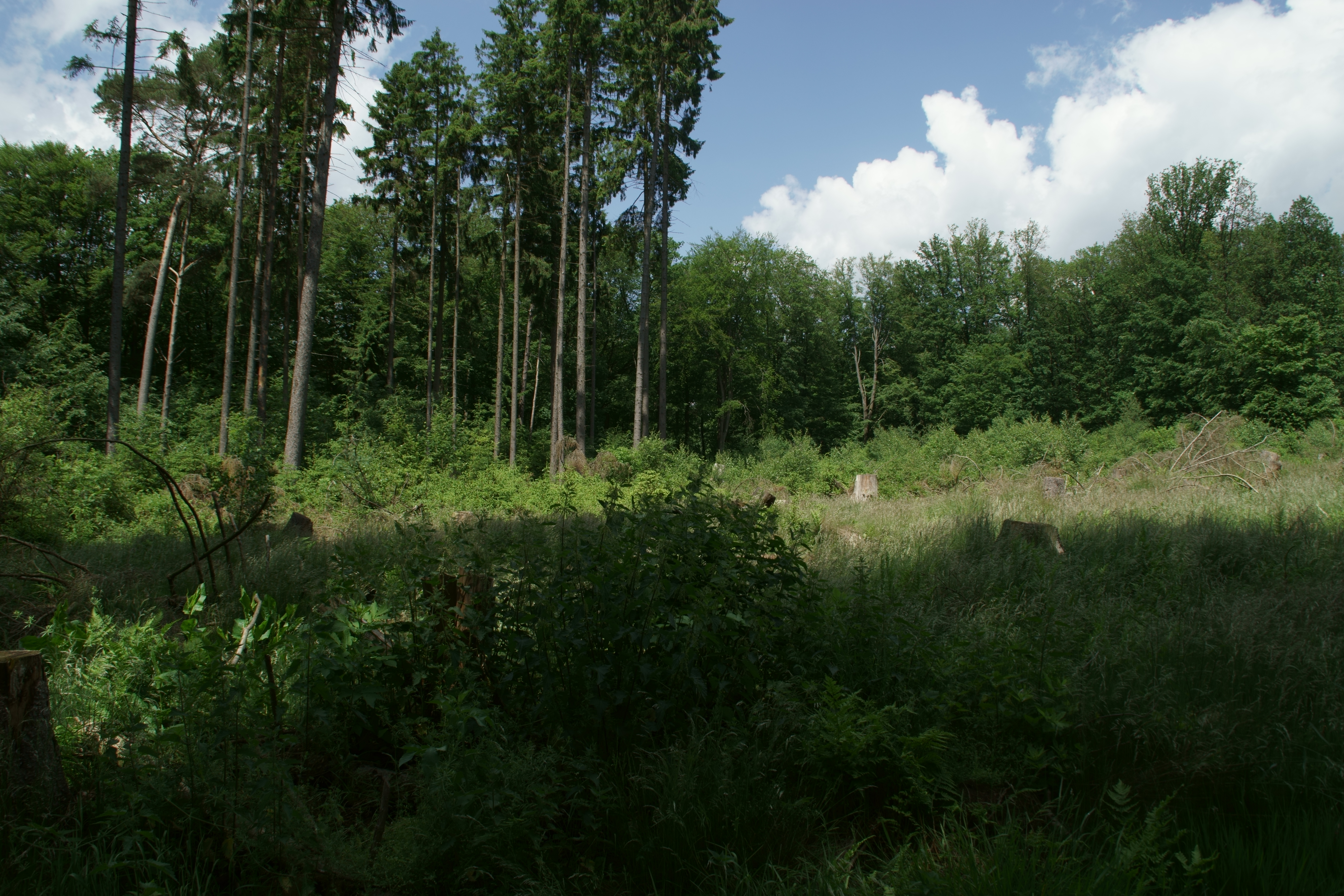
Naturschutzgebiet Rudolfshagen (Juni 2017)

Das Naturschutzgebiet Rudolfshagen liegt auf dem Gebiet der Stadt Waldeck im Landkreis Waldeck-Frankenberg in Hessen.

## Beschreibung
Das 75,65 ha große Gebiet, das im Jahr 1978 unter der Kennung 1635012 unter Naturschutz gestellt wurde, erstreckt sich nördlich des Waldecker Stadtteils Höringhausen. Nördlich des Gebietes verläuft die Landesstraße L 3083, östlich verläuft die L 3118 und fließt die Wilde.
Der Grund der Unterschutzstellung besteht in einer der größten Kolonien der Kleinen Roten Waldameise in Mitteleuropa. Bei der wohl letzten Zählung 1977, aufgrund dessen das NSG eingerichtet wurde, wurden 251 lebende und 96 tote Hügel gezählt. Der größte Hügel war 2,4 m hoch und hatte einen Umfang von 16,5 m.